# Крегол
Крегол (фр. Crégols) насеље је и општина у јужној Француској у региону Миди Пирене, у департману Лот која припада префектури Каор.
По подацима из 2011. године у општини је живело 79 становника, а густина насељености је износила 4,31 становника/km². Општина се простире на површини од 18,35 km². Налази се на средњој надморској висини од 156 метара (максималној 368 m, а минималној 129 m).

## Демографија
| 1962. | 1968. | 1975. | 1982. | 1990. | 1999. | 2011. |
| ----- | ----- | ----- | ----- | ----- | ----- | ----- |
| 71    | 98    | 85    | 65    | 66    | 72    | 79    |

График промене броја становника у току последњих година